# 4168 Мільян
4168 Мільян (4168 Millan) — астероїд головного поясу, відкритий 6 березня 1979 року.
Тіссеранів параметр щодо Юпітера — 3,361.